# Marta May
Marta May, nacida María Jesús Mayor Ávila (Santander, 14 de junio de 1939), es una actriz española.
En 1968 fue premiada por el Círculo de Escritores Cinematográficos a la mejor actriz por La piel quemada.
En 1975 Esteban Durán dirigió Algo de ti en el arcoiris en el Teatro Don Juan de Barcelona, que estuvo protagonizada por Alejandro Ulloa, Marta May y Eduardo Criado.
En la década de 2010 pintó cuadros sobre grandes mujeres del siglo XX y artistas del jazz.

## Filmografía
- I gemelli del Texas (1964) como Betty
- Fuerte perdido (1964) como Mary
- The Texican (1966) como Elena
- Río maldito (1966) como Lily
- La mujer del desierto (1966)
- El primer cuartel (1967) como Asunción
- La piel quemada (1967) como Juana
- Veinte pasos para la muerte (1970)
- Cabezas cortadas (1970) como Soledad
- Metamorfosis (1970)
- La mujer celosa (1970) como Sofía Durán
- Presagio (1970) como Carla
- Pulso (1970, corto)
- Pastel de sangre (1971) como Vampira (segmento "Terror entre cristianos")
- Las piernas de la serpiente (1972) como Blanca
- Historia de terror (1972) como Katia
- El ojo en la oscuridad (1975) como Alma Burton
- Metralleta 'Stein' (1975) como Margarita
- La ciudad quemada (1976) como Desarrapada
- La respuesta (1976) como Renata
- El avispero (1976)
- La rabia (1978) como Profesora de ciencias
- Companys, procés a Catalunya (1979) como Carme Ballester
- Cara quemada (1980)
- El vicario de Olot (1981) como Señora María
- Putapela (1991)
- Puny clos (1982, Corto)
- Papá d'ángel (1984)
- Un, dos, tres... ensaimadas y nada más (1985) como Vídua Leclero
- Phoenix the Warrior (1988) como prostituta
- Las edades de Lulú (1990) como Madre de Lulú
- La cruz de Iberia (1990) como Condesa